# История Кропивницкого
История Кропивницкого — историческое развитие города Кропивницкого, административного центра Кировоградской области Украины, со времени основания и до настоящего времени.

## Причины возникновения города
На землях вокруг современного Кропивницкого в XVII веке существовали разрозненные зимовники запорожских казаков: слободы и хутора. Жители поселений селились здесь на свой страх и риск, поскольку находились на незащищенных приграничных землях. Колонизация Заднепровских мест, а именно так тогда назывались земли между Днепром и Южным Бугом, началось казаками Миргородского и Полтавского полков в конце XVII — начале XVIII века.
К 1751 году по версиям краеведов на территории современного Кропивницкого существовали слободы, основанные казаками: Кущёвка (вошла в состав города в XIX веке), Завадовка, Ингульская слобода, которая позже слилась с Лелековкой (все вошли в состав города в XX веке) и Знаменская слобода, основанная старообрядцами.
Впоследствии, согласно указу императрицы Всероссийской Елисаветы Петровны от 29 декабря 1751 года № 9921 «О поселении на Российских границах приходящих Cербов» была образована Новая Сербия. По ходатайству бывшего подданного Габсбургов серба Ивана Хорвата для поселения сербов, венгров, валахов, молдаван, хорват была выделена территория, часть Заднепровских мест. Также согласно указу бывшие жители этой территории подлежали выселению на «прежние места». Указ предусматривал построение земляной крепости, «которую именовать крепость Святыя Елисаветы». Указ не указывал место постройки крепости. Очевидно, что она должна быть построена в пределах вновь основанной Новой Сербии.
В начале 1752 года генерал Иван Глебов поручил геодезисту Емельяну Гурьеву выбрать место для будущей крепости. Гурьев и два его помощника остановили свой выбор на месте за пределами Новой Сербии на правом берегу Ингула до впадения Сугоклии. Такое расположение определило судьбу будущего города, которое было выгодным. Место было заселённым, и удобным с точки зрения транспортной развязки (дорога на Хаджибей, Крым и из Сечи в Польшу).
Указ императрицы Елисаветы Петровны о переселении с территории Новой Сербии встретил среди малороссов сопротивление. Об этом свидетельствуют многочисленные архивные документы: обращения, донесения, рапорты, сведения, сенатские указы. В феврале 1752 года началась опись поселений Заднепровских мест. Одновременно начался процесс добровольного выселения малоимущих казаков. Существовали случаи принудительного выселения. Точно не известно о количестве казаков, которые вернулись на «прежние места». Вероятно, таких среди казаков-переселенцев не было, поскольку для возврата нужно было перейти Днепр, кроме того, обычно переселенцы искали новые места, а не возвращались на прежние. Точно известно, что часть казаков ушла на юг, на земли запорожских вольностей, и в сторону Днестра, на территорию Речи Посполитой, которая в то время начиналась уже за современными Новоархангельском и Первомайском. Часть населения документально подтверждала своё право на занимаемые земли, и законно осталась на них. Часть законно осталась из-за отсутствия у сербов мастеров (кузнецов, плотников и др.), и нежелания сербов вести хозяйство, в частности для обеспечения лошадей фуражом. Часть осталась на территории Новой Сербии незаконно под видом сербов, поскольку сербский генерал Хорват не смог обеспечить переселение заявленного количества сербов и вполне успешно обманул российскую власть. В результате этого фактическая численность украинцев на территории Новой Сербии была больше количества сербов, что и показала перепись в 1764 году (этнический состав Елисаветинской провинции был следующим: украинцы — 65,37 %, молдаване — 15,4 %, русские — 12,66 %, сербы — 3,22 %, поляки — 1,56 %).
Пытаясь погасить конфликт, продолжить заселение Новой Сербии и одновременно не допустить переселения украинцев на польскую, ханскую Украину и в земли запорожских вольностей, сенат в течение 1752—1753 годов принимает целый ряд указов (от запрета выезжать за пределы Российской империи до разрешения казакам остаться в Новой Сербии на обжитых местах). Но реальным решением стало принятие сенатом указа 18 августа 1753, который позволял селиться южнее Новой Сербии, в том числе около места, где должна быть возведена крепость святой Елисаветы. Этот указ фактически положил начало слободскому казацкому полку и дал толчок образованию города. Полк был образован по примеру казачьих полков Слободской Украины. Некоторое время полк находился в неопределенном состоянии. С одной стороны казаки, переселившиеся из Новой Сербии получили инициативу организовывать полк и основывать новые поселения, с другой стороны полк подчинялся коменданту Елисаветинской крепости, который считался покровителем Ивана Глебова.
Однако оказалось, что простое разрешение селиться не способствовало переселению с территории Новой Сербии и возвращению из Речи Посполитой тех, кто успел туда уехать из Новой Сербии. Поэтому Сенат предоставил льготы переселенцам. Иван Глебов занимался организацией первой ярмарки: получил разрешение Сената на проведение ярмарки и допуск на неё иностранцев, разослал сообщение о ярмарке запорожцам, туркам. За разрешением селиться у еще не построенной крепости к коменданту крепости обращаются торговые люди и ремесленники. На правом берегу Ингула ниже места, на котором планировали строить крепость, появляется Греческая слобода (современная улица Николая Садовского), в которой расположилась немногочисленная греческая община (около 50 человек). На левом противоположном от крепости берегу Ингула возникает Мещанская слобода (современная улица Преображенская), в которой селились украинцы и старообрядцы. На левом берегу Ингула на берегах реки Биянка появились Криничуватые хутора или Балка, где помимо украинцев селились молдаване. Именно в микрорайоне Балка до сих пор находится самый старый дом города, построенный в 1753 году. Раскольники же, которым разрешили вернуться на предыдущие места, образовали на левом берегу Ингула беспоповскую слободу (район завода имени Таратуты). 29 июня 1754 года через несколько недель после торжественной закладки крепости в Мещанской слободе на территории современного центрального рынка проходит первая Петропавловская ярмарка. Ярмарка имела успех, что помогло заселению города.

## Появление магдебургского права — возникновение города
Для купцов были крайне необходимы магдебургское право и магистрат, поскольку именно это учреждение имело право в то время оформлять купцам документы для выезда за границу. В 1755 году, пользуясь неопределенным статусом Слободского казацкого полка, жители Мещанской слободы основывают магистрат. Случай уникальный: ведь подобная форма местного самоуправления на Правобережной Украине (кроме польских владений), применялась впервые. Магистрат находился на углу современных Пашутинской и Преображенской улиц, а первым бургомистром был бывший запорожец Иван Иванченко. Магдебургское право, магистрат и бургомистр являются признаками присущими городу. Они отличают город от села. Поэтому можно утверждать, что 1755 год стал годом появления города. На момент появления города строительство крепости было приостановлено из-за протеста Османской империи. То есть крепость еще не функционировала, а город уже появился.
Среди населения новосозданного города преобладали украинцы, вторая по численности группа — старообрядцы (не чистые россияне, а ассимилированые, которые более 50 лет прожили в городе Стародуб), третья группа — греки. Красноречиво о составе населения говорят фамилии бургомистров за период с 1755 по 1766 годы Иван Иванченко, Григорий Звенигородский, Иван Гомон, Василий Киселёв (раскольник, который принял православную веру), Иван Нежинец, Терентий Чёрный. В 1757 году в городе проживало 149 хозяйств, из которых большинство — 133 хозяйства принадлежали выходцам из украинских территорий (бывшим жителям Заднепровских сотен Миргородского полка принадлежало 78 хозяйств, выходцам «из Польши» (Правобережной Украины) — 37 хозяйств, переселенцам из Запорожья — 9 хозяйств, из Гетманщины — 8 хозяйств, из Слободской Украины — 1 хозяйство).
В исторических источниках утверждается, что кроме украинцев, греков и молдаван в городе селились сербы и русские. Русские, селившиеся у крепости — это уже упомянутые ассимилированы раскольники. Кроме них во вновь созданной в 1754 году Солдатской (Пермской) слободе между крепостью и ретраншементом дислоцировался Пермский карабинерный полк. Однако гарнизон полка никогда не учитывался в численности окрестных поселений, поскольку полк был расселен в казенных домах и проводил регулярные ротации. Сербы и русские, которые впоследствии стали жителями близлежащих поселений, а не форштадта — это офицеры и их семьи, которые служили в Елисаветинской крепости. Их численность с семьями к 1755 году едва превышала два десятка. За службу они получали землю. Благодаря им появились топонимы, знакомые современным кропивничанам: Соколовка (от русской фамилии Соколов), Арнаутов (от сербской фамилии Арнаут) и другие.
Новосозданный город получил название Елисавет. Название Елисавет образовалось в соответствии с казацкой традицией называть город в привязке к географическому объекту, которым была крепость Святой Елисаветы. Первые многочисленные упоминания названия Елисавет и словосочетания город Елисавет встречаются в документах Коша Новой Сечи.

## Роль крепости святой Елисаветы в возникновении и развитии города
В 1753 году на месте будущей крепости в заброшенной старообрядцами Знаменской слободе (район санстанции) была размещена комендатура крепости и помещения военных. Впоследствии Знаменскую слободу начинают называть Быковской слободой в честь русского офицера капитана Быкова, который с 2 ноября 1753 занимался Слободским казацким полком. В 1754 году с началом строительства крепости между крепостью и рекой Ингул появляются Пермские лагеря, где были размещены Пермский карабинерный полк, а чуть выше — Солдатская слобода (впоследствии эти два поселения будут называть Пермской слободой). Быковская и Пермская слободы считались форштадтом крепости.
Поселение, которое образовалось в районе современного центрального рынка вокруг которого разрастался город, было создано в начале строительства крепости в 1753 году, а магдебургское право в нем возникло, когда строительство крепости было приостановлено в 1755 году. Современный город обязан своим возникновением крепости, ведь возник у места строительства будущей Елисаветинской крепости.
Дальнейшее развитие города происходило параллельно с развитием крепости и зависело от развития торговли, а не от развития крепости. В то же время все поселения Слободского казацкого полка, в том числе и город, были подчинены коменданту крепости. Крепость Святой Елисаветы целый год, с 22 марта 1764 до 26 марта 1765 года, была губернским центром новосозданной Новороссийской губернии Российской империи. С 1764 года крепость Святой Елисаветы становится центром Елисаветинской провинции, а с 1775 года — центром Елисаветградского уезда.
В ходе русско-турецкой войны 1768—1774 годов Елисаветинская крепость сыграла заметную роль в борьбе Российской империи за выход к Чёрному морю. В эти годы она была резервной базой русских войск — здесь часто размещались штабы армий и полков, проводились военные учения. Сразу после войны, в 1775 году вооружение и воинский контингент почти полностью перевели в Херсон. После уничтожения Запорожской Сечи в июне 1775 года и присоединения Крымского ханства к Российской империи в 1783 году Елисаветинская крепость потеряла военно-стратегическое значение, была разоружена, а в конечном итоге и ликвидирована как военная единица. 11 января 1784 вышел указ о создании губернского города Екатеринославля (позже Екатеринослав), Екатеринославского наместничества, уездов и городов. Указанный указ создавал Елисаветградский уезд и уездный город «по названию уезда». В рескрипте от 10 февраля 1784 года отмечалось, что крепость «Отныне крепостью не почитать, а оставить их в каком оне ныне состоянии, относительно сделанных доныне в оных земляных укреплений, обращая их во внутренние города или посады». Этим указом крепость вместе с форштадтами была присоединена к городу. Однако присоединение Быковской и Пермской слобод саботировала власть, об этом свидетельствует рапорт коллежского асессора Стогова от 13 июня 1784, в котором он объясняют причины, почему он до тех пор не принял в свое ведение Пермскую и Быковскую слободы.

## Елисаветград в XVIII—XIX веках
В отличие от крепости святой Елисаветы Елисаветград не выполнял никаких военных функций. Развитие города происходило из-за его выгодного географического положения и бурного развития аграрной и торговой сферы в городе и вокруг него. Уже с 1754 года в городе проводились четыре ярмарки. В мае 1754 года в письме к генеральной казацкой старшине Иван Глебов сообщал, что Сенат разрешил ярмарки при крепости Св. Елисаветы по таким дням: 1) 5 сентября — в день Св. Пророка Захара и Св. Елисаветы; 2) 1 января — то есть после Нового года; 3) 23 апреля — в день Св. Георгия Победоносца; 4) 28 (29) июня — в день Св. Петра и Павла. На ярмарки приезжали купцы из Запорожья, Центральной России, Речи Посполитой и польських украинских территорий, Молдавии, Крыма, Турции. На ярмарках торговали продуктами земледелия и животноводства, полотном, парусиной, шерстью, вином.